# Toutes les femmes ont un secret
Albums de Sylvie Vartan
Sessions acoustiques
(1994) Sylvie Vartan chante pour les enfants volume 1
(1997)
Toutes les femmes ont un secret est le 32e album (et une chanson éponyme) de la chanteuse Sylvie Vartan, sorti en septembre 1996. 
Avec cet album, Sylvie Vartan retrouve le succès autant au niveau des ventes que dans les programmations dans les stations de radio. Le premier extrait Je n'aime encore que toi, souvent diffusé sur les ondes, sort en simple, et même en édition limitée.
Richard Cocciante, Luc Plamondon, Marc Morgan, Yves Simon et Jean-Louis Murat écrivent à la chanteuse des textes sur mesure, Sylvie Vartan participant à la création de deux des chansons de l'album (Des mots d'amour et Quelqu'un m'attend).
La promotion télévisée débute en septembre 1996 et s'étale sur l'année 1997, dont un spécial Taratata qui lui est consacré, où la chanteuse partage la scène avec Marc Morgan (Je n'aurai pas le temps) et Richard Cocciante (Volare).

## Liste des titres
| 1.  | Back to L.A                     | Yves Simon                   | Yves Simon        | 4:01 |
| 2.  | Je n'aime encore que toi...     | Luc Plamondon                | Richard Cocciante | 3:45 |
| 3.  | Forte et fragile                | Michel Jouveaux              | Richard Cocciante | 3:41 |
| 4.  | Il pense à son corps            | Jean-Louis Murat             | Jean-Louis Murat  | 4:30 |
| 5.  | Toutes les femmes ont un secret | Julie Daroy                  | Richard Cocciante | 3:58 |
| 6.  | Des mots d'amour                | Lyvia d'Alché, Sylvie Vartan | Richard Cocciante | 4:03 |
| 7.  | L'amour s'arrête                | Yves Simon                   | Yves Simon        | 2:35 |
| 8.  | Seule pour un soir              | Marc Morgan                  | Marc Morgan       | 3:18 |
| 9.  | Ne quittez pas                  | Marc Morgan                  | Marc Morgan       | 3:29 |
| 10. | Jour d'hiver                    | Jean-Louis Murat             | Jean-Louis Murat  | 3:50 |
| 11. | Ton cinéma                      | Luc Plamondon                | Claude Gaudette   | 4:04 |
| 12. | Quelqu'un m'attend              | Lyvia d'Alché                | Sylvie Vartan     | 3:55 |

## Extraits
- Je n'aime encore que toi (promo)
- Je n'aime encore que toi / Quelqu'un m'attend (cd simple et cd simple en édition limitée)
- Back to L.A (promo)
- Back to L.A (remix) / Seule pour un soir (cd simple et cd simple en édition limitée)
- Toutes les femmes ont un secret (promo)
- Quelqu'un m'attend / Quelqu'un m'attend (version live) - (promo)